# Culex gnomatos
Culex gnomatos är en tvåvingeart som beskrevs av Mureb Sallum, Sa Gomes Hutchings och Leila 1997. Culex gnomatos ingår i släktet Culex och familjen stickmyggor. Inga underarter finns listade i Catalogue of Life.